# ژوزفی کلمبو
ژوزفی کلمبو (به ایتالیایی: Giuseppe Colombo) زیسته در (پادووا ۱۹۲۰ تا ۱۹۸۴ پادووا) که بیشتر به نام بپی کلمبو شناخته شده، دانشمند، ریاضی‌دان، و مهندس، ایتالیایی در دانشگاه پادووا ایتالیا است. شهرت او بیشتر به خاطر به‌کارگیری مانورهای میان سیاره‌ای کمک گرانشی در سال ۱۹۷۴ میلادی در جریان مأموریت مارینر ۱۰ بود. امروز این روش در پروازهای فضایی بین سیاره‌ای به صورت گسترده‌ای به کار گرفته می‌شود.

## در رابطه با عطارد
ژوزفی کلمبو به خاطر کارهای محاسباتی خود در بارهٔ این که؛ چگونه می‌توان یک فضاپیما را با انجام چند مانور پروازـ نزدیک در مدار رزونانس با عطارد قرار داد، سبب موفقیت مأموریت مارینر ۱۰ شد. کلمبو همچنین روشن ساخت که عطارد در یک گردش هماهنگ در مدار خود بر گرد خورشید با رزونانس ۳–۲ که سه بار چرخش به دور خود، برای هر دو بار مدار گردی به دور خورشید است گرفتار آمده‌است.

## قدردانی
مأموریت برنامه‌ریزی شدهٔ آژانس فضایی اروپا به سوی عطارد به افتخار او به نام بپی کلمبو نام گذاری شده و همچنین «شکاف کلمبو» در حلقه‌های زحل و نیز سیارک «۱۰۳۸۷ بپی کلمبو» نیز برای قدردانی از او نام گذاری شده‌اند.